# Băuțar (gmina)
Gmina Băuțar – gmina w okręgu Caraș-Severin w zachodniej Rumunii. Zamieszkuje ją 2604 osób. W skład gminy wchodzą miejscowości Băuțar, Bucova, Cornișoru i Preveciori.